# VATSIM
Det Virtuelle Flytrafik-simulations netværk, på engelsk: The Virtual Air Traffic Simulation Network (VATSIM) er et verdensomspændende netværk for simulering af flytrafik. VATSIM beskæftiger sig hovedsageligt med simulering af kommerciel og rekreationel flytrafik (i modsætning til militær/krigsspil netværk).
VATSIM brugere kan både agere pilot enten ved at bruge Microsoft Flight Simulator 2020, Microsoft Flight Simulator (FSX), FS2009, FS2004, Prepar3D v2-4 (Lockheed Martin) eller X-Plane, samt tilbyde flyvekontroltjeneste (ved brug af freeware simulerede radarskærme udviklet af VATSIM's brugere).
Under flyvning og flyvekontrol stræber VATSIM's brugere mod at følge den virkelige verdens procedurer så tæt som muligt, deriblandt vejrforhold, lukninger af lufthavne og NOTAMs. Brugere interagerer ved brug af enten tekst eller tale, og kommunikationen foregår som hørt ved rigtig flyvekontroltjeneste. Dette har gjort VATSIM til en værdifuld hjælp for mange i pilotuddannelsen som mangler erfaring i kommunikation med rigtige flyveledere. Rigtige flyveledere benytter også VATSIM for at øve flyvekontrol uden at sætte nogens liv på spil.
VATSIM er inddelt i flere regioner (såsom Europa, Nordamerika og Oceanien), og regionerne er yderligere under-inddelt i landsspecifikke divisioner (for eksempel VATRUS i Rusland eller VATUSA i De Forenede Stater). Mange flyveledere på VATSIM tilbyder virtuel flyvekontrol i områderne de selv bor i. De mest aktive områder er Nordamerika, Brasilien, Europa og Japan/Sydkorea.

## Historie
I midten af 90'erne muliggjorde både evolutionen af Internettet og computere samt forbedringerne af Microsft Flight Simulator, at piloter kunne flyve med hinanden. I 1997 blev de første versioner af Squawkbox laver som en "add-on" til FS95, ligesom ProCrontroller, et stand-alone program også blev skabt i det samme år. Piloter kunne opkoble sig på SATCO-netværket, forløberen for VATSIM. 
"The Virtual Air Traffic Simulation Network, known as VATSIM.net or "VATSIM" was created in 2001 by a group of individuals who came together with a goal of creating an organization which truly served the needs of the flight simulation and online air traffic control community. With an eye towards more than just providing a network of computers for users to log into, VATSIM is an online community where people can learn and, at the same time, enjoy the pastimes of flight simulation and air traffic control simulation all while making new friends from all over the world" .

## Medlemskab og træning
Medlemskab og deltagelse er helt gratis. VATSIM har over 160.000 registrerede brugere, og medlemstallet er stadigt stigende. Alle som er interesseret i flyvning og flysimulation er velkommen til at melde sig ind og flyve på netværket med det samme. Hvis man derimod ønsker at blive flyveleder, er man nødt til at gå gennem et omfattende træningsprogram, hvilket som regel er tilbudt af regionale VATSIM divisioner og individuelle FIRs, hvor man skal bestå en række tekstbaserede eksamener. Et rangeringssystem for flyveledere sikrer, at nyankomne ikke tager krævende positioner som de ikke er parate til endnu.
For nylig har VATSIM påbegyndt et lignende, valgfrit træningsprogram for nye piloter. Afhængigt af arbejdsbyrden forventes det af flyveledere, at de tilbyder begrænset assistance til nye piloter ligeså. Nyankomne anbefales at starte i mindre aktive område, væk fra større lufthavne, og gradvist opbygge deres ATC kommunikationsegenskaber. Nogle virtuelle flyselskaber tilbyder egne træningsprogrammer for egne piloter som er interesserede i at flyve online.
VATSIM konkurrerer med andre netværk om piloter og bemanding, hvoraf den største af IVAO. Siden maj 2005 har en af VATSIM divisionerne haft en policy omkring flyveledere fra IVAO som skifter til VATSIM netværket.

## Software
For at opkoble sig til VATSIM netværket, enten som pilot eller flyveleder, skal man benytte godkendt software fra VATSIM hjemmesiden Arkiveret 2. juli 2001 hos  Wayback Machine. I henhold til nuværende VATSIM politik, er brug af ikke-certificeret software forbudt og kan resultere i bandlysning. Netværksopkobling er udbudt via VATSIM servere placeret rundt om i verden. Alle servere udveksler data mellem hinanden, så hver bruger kan se alle andre på netværket på samme tid – lige meget hvilken server vedkommende er opkoblet på.

### Piloter
VATSIM piloter opkobler sig på netværket ved brug af add-on klient applikationer, såsom SquawkBox eller FSInn, som normalt integreres i Flysimulator softwaren. Alle nuværende klienter er gratis, dog closed source.

### Flyveledere
I øjeblikket er standardsoftwaren for alle flyveledere på VATSIM enten ASRC (Advanced Simulated Radar Client), VRC (Virtual Radar Client) eller ES (EuroScope)
ASRC blev udgivet til offentligheden ved starten af 2003, lige efter en serie af betatests. ASRC overtager pladsen for ProController, en ældre radar-simulator med et begrænset antal features. ProController er officielt blevet erklæret forældet, og VATSIM servere afslår opkoblinger fra ProController klienter.
Den 14. april 2006 annoncerede VATSIM udgivelsen af en anden radarklient, VRC (Virtual Radar Client), som nu er et alternativ til ASRC for flyveledere på VATSIM-netværket. I henhold til den officielle hjemmeside er det primære formål ved VRC projektet at understøtte konfigurationer med mere end én skærm.
I slutningen af 2007 blev første version af EuroScope udgivet. Klienten er designet ud fra et Thales Eurocat system, som bruges i store dele af Europa, og siden 28. december 2007 også som en del af det danske system DATMAS. EuroScope er under konstant udvikling, hvor andre radarklienter kun har haft 1 til 3 udgivelser hidtil. Euroscope er siden blevet standarden i den Skandinaviske division af VATSIM, kaldet VATSIM Scandinavia. Der er desuden integreret diverse tilføjelser i Euroscope, som simulerer de rigtige forhold og indstillinger som flyvelederne i Skandinavian også benytter sig af.
På nuværende tidspunkt understøtter ASRC Microsoft Windows 98 eller nyere, og VRC understøtter Windows 2000 eller nyere. Brug på Linux, Macintosh eller andre operativsystemer og platforme er ikke tilsigtet, selvom nogle brugere har meldt om delvis succes med at køre ASRC eller VRC på andre operativsystemer ved brug af Windows compatibility layers såsom Wine og Cedega. Dette gælder således også Euroscope.

## Special Events (Fly-ins)
VATSIM holder tit arrangementer såsom virtuelle fly-ins, som tiltrækker store mængder flyveledere op piloter. Disse fly-ins er som regel fokuseret på en speciel lufthavn, by eller region, som giver store mængder virtuel trafik i området, ligesom i den virkelige verden. Nogle arrangementer holdes kun en gang, mens nogle vender tilbage årligt eller på anden vis. I Skandinavien findes der blandt andet de årlige begivenheder såsom Copenhagen Live og Norway Live, som ubetinget er de største årlige begivenheder i den Skandinaviske division af VATSIM.